# Союз (газопровід)
Газопровід «Союз» (Оренбург-Держкордон) — експортний газопровід, споруджений для поставок з Оренбурзького газопереробного заводу (створений на базі Оренбурзького газоконденсатного родовища) у Центральну та Західну Європу.

## Історія
Побудований СРСР разом з Болгарією, Угорщиною, НДР, Польщею та Чехословаччиною у 1975—1979 роках.

### Ремонтні роботи
У 2011 році проводилися роботи стосовно виносу магістрального газопроводу «Союз» із зсувонебезпечної ділянки 1532-1535 км Первомайського ЛВУМГ УМГ «Черкаситрансгаз» — всього 3847 м труби зі 350 стиками. Основні роботи по укладенню нової труби були виконані у І півріччі 2011 року. Підключення новозбудованої ділянки планувалося виконати 5-7 липня. Кошторисна вартість робіт складала— 72 млн грн.

## Технічні характеристики
- Продуктивність (проєктна) — 26 млрд м3 газу на рік;
- Діаметр — 1400 мм;
- Тиск (проєктний) — 7,5 МПа;
- Довжина (на території України) — 1567,3 км.
  - з них по територіях: Донбастрансгаз — 121 км, Черкаситрансгаз — 1059 км, Прикарпаттрансгаз — 387,3 км.